# Balkova Lhota
Balkova Lhota (en allemand : Balk Lhota) est une commune du district de Tábor, dans la région de Bohême-du-Sud, en République tchèque. Sa population s'élevait à 140 habitants en 2020.

## Géographie
Balkova Lhota se trouve à 7 km au nord-ouest du centre de Tábor, à 54 km au nord de České Budějovice et à 71 km au sud-sud-est de Prague.
La commune est limitée par Radkov au nord, par Svrabov à l'est, par Tábor et Dražice au sud, et par Meziříčí et Jistebnice à l'ouest.

## Histoire
La première mention écrite du village date de 1523.

## Source
- (cs) Cet article est partiellement ou en totalité issu de l’article de Wikipédia en tchèque intitulé « Balkova Lhota » (voir la liste des auteurs).